# Bloemenblauwtje
Het bloemenblauwtje (Glaucopsyche alexis) is een vlinder uit de familie van de kleine pages, vuurvlinders en blauwtjes (Lycaenidae). De wetenschappelijke naam werd in 1761, als Papilio alexis, door Nicolaus Poda von Neuhaus gepubliceerd.

## Verspreiding en leefgebied
De vlinder komt in vrijwel heel Europa voor, met uitzondering van het uiterste noorden, Nederland en de Britse eilanden. Daarnaast komt de soort voor in Marokko en Algerije, en in een brede band van oost naar west in het gematigde deel van Azië, tot aan Mongolië. In berggebieden komen ze tot een hoogte van 1500 meter voor. De habitat zijn droge bloemrijke graslanden.
De vliegtijd is van april tot en met juli.

## Voorkomen in België
De soort komt lokaal in het uiterste zuiden van België voor; echter nooit in grote aantallen.
Het bloemenblauwtje is er uiterst zeldzaam en ernstig bedreigd.

## Kenmerken en gelijkende soorten
Het bloemenblauwtje kent relatief weinig gelijkende soorten. De soort wordt vooral vaak verward met het klaverblauwtje. Deze heeft echter kleinere vlekken op de onderkant van de voorvleugel en heeft veel minder blauwe/groene bestuiving op de onderkant van de achtervleugel. Dit laatste kenmerk is wel enkel geldig voor de mannetjes van het bloemenblauwtje. Verder kan de soort ook verward worden met het Spaans bloemenblauwtje (heeft donkerdere onderkant zonder blauwe/groene bestuiving) en het zogenaamde 'Turks bloemenblauwtje' Glaucopsyche astraea (deelt zelfde kenmerken als C. melanops maar overlapt niet in verspreidingsgebied met laatstgenoemde soort) 

## Afbeeldingen

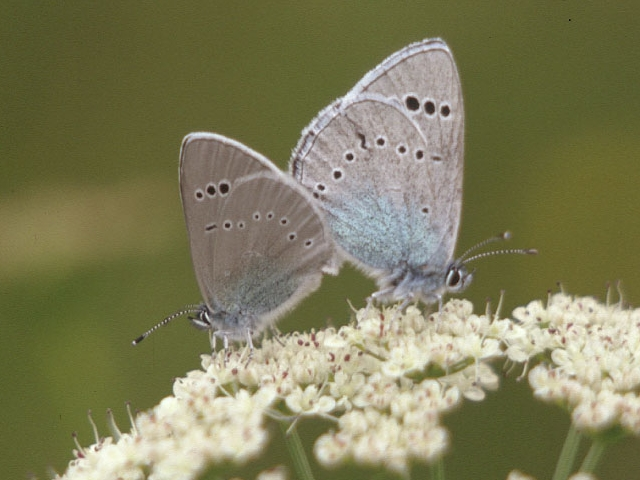
Paring, links het vrouwtje
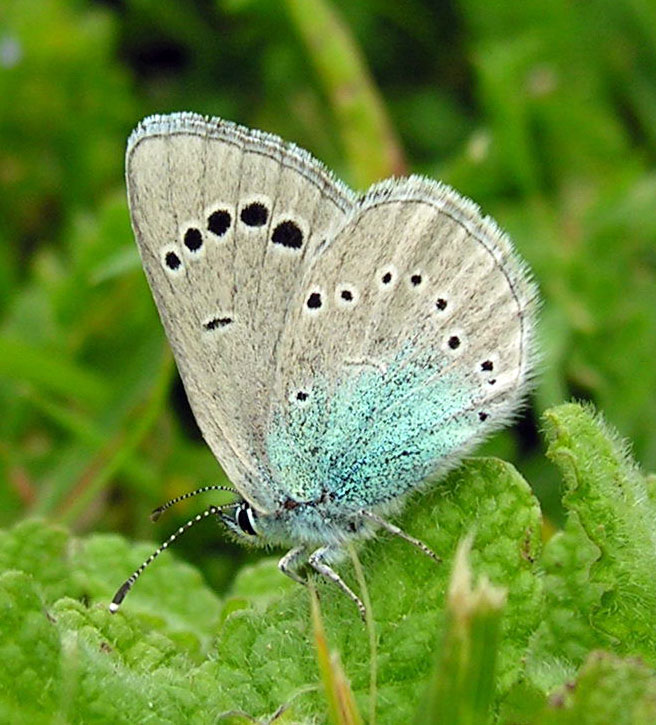
De glanzend groene onderzijde
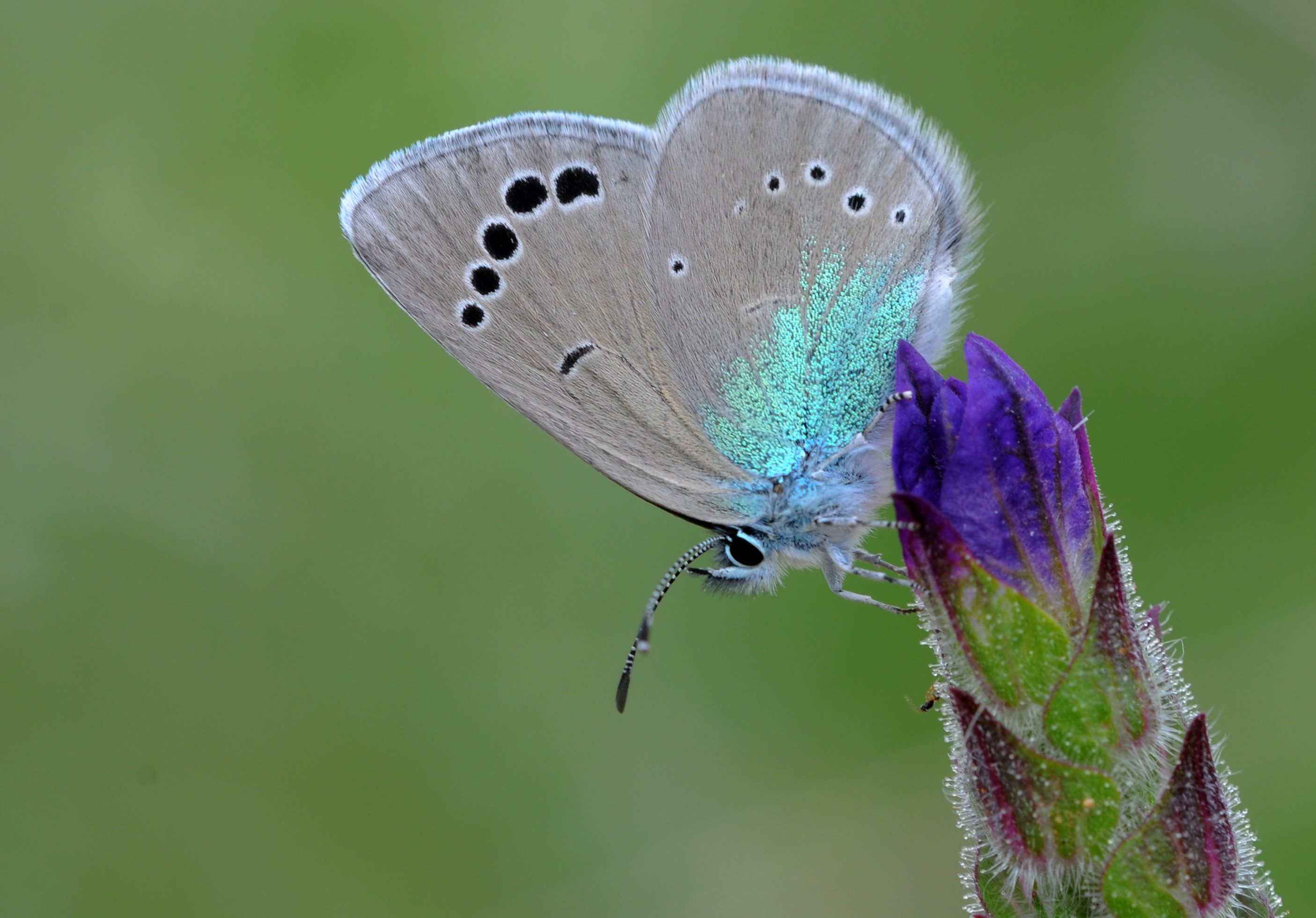

## Synoniemen
- Papilio cyllarus Rottemburg, 1775
- Papilio damaetas Denis & Schiffermüller, 1775

## Ondersoorten
- Glaucopsyche alexis alexis
- Glaucopsyche alexis blachieri (Milliére, 1887)
- Glaucopsyche alexis lugens (Caradja, 1893)
- Glaucopsyche alexis melanoposmater Verity, 1928